# Otonchoj
Otonchoj (ros. Отонхой) – wieś (dieriewnia) w Rosji, w obwodzie irkuckim, w rejonie echirit-bułagackim. W 2010 liczyła 273 mieszkańców.